# Departamento Paraguarí
Der Verwaltungsbezirk Paraguarí (Guaraní: Paraguari) ist das neunte von 17 Departamentos in Paraguay. Er ist landwirtschaftlich geprägt, das Haupterzeugnis ist Zuckerrohr.

## Distrikte
- Acahay
- Caapucú
- Carapeguá
- Escobar
- General Bernardino Caballero
- La Colmena
- Mbuyapey
- Paraguarí
- Pirayú
- Quiíndy
- Quyquyhó
- San Roque González de Santa Cruz
- Sapucaí
- Tebicuarymí
- Yaguarón
- Ybycuí
- Ybytimí